# Institut de recherche et d'histoire des textes
L'Institut de recherche et d'histoire des textes (ou IRHT) est une unité propre de recherche du CNRS (UPR 841). Elle se consacre à la recherche fondamentale sur les manuscrits médiévaux et les imprimés anciens. L’histoire des textes écrits dans les principales langues de culture du pourtour méditerranéen, latin, langues romanes, hébreu, grec, copte, syriaque, arabe, y est traitée dans tous ses aspects : supports matériels de l’écrit, écriture et décoration, contenu textuel, iconographie, diffusion et réception.

## Directeurs
Nicole Bériou a dirigé l'IRHT du 1er janvier 2011 au 1er septembre 2014. François Bougard, professeur d'histoire du Moyen Âge à l'Université Paris Ouest Nanterre La Défense, est le directeur de l'IRHT depuis le 1er septembre 2014.

## Fondation
L'IRHT a été fondé à Paris en 1937 par Félix Grat. Il avait perçu l'importance des techniques nouvelles de reproduction pour mettre à la disposition des chercheurs une « bibliothèque idéale » où l'on pourrait lire et comparer les textes des manuscrits du Moyen Âge aujourd'hui dispersés dans le monde entier. L’histoire de l’IRHT est décrite par Louis Holtz, directeur de 1986 à 1997.
Entre 1966 et 2019, le siège de l'IRHT, site Félix-Grat, est installé 40 avenue d'Iéna (16e arrondissement de Paris). Il déménage ensuite sur le campus Condorcet, où la plupart des sections d'étude du laboratoire sont réunies.

## But et missions
L'IRHT a pour mission première d'étudier la transmission des textes du Bassin méditerranéen, de l'Antiquité à l'apparition de l'imprimerie, ses différentes sections examinant, pour ainsi dire, le manuscrit médiéval sur toutes les coutures : aux recherches sur les textes latins, français, grecs, arabes et hébreux se sont ajoutées celles concernant l'écriture, le décor, le support et la reliure du manuscrit ainsi que l'histoire des bibliothèques, pour n'en évoquer que les principaux aspects.
Centre de compétences de renommée internationale, l’IRHT réunit des spécialistes dans tous les champs de l’histoire des écritures, des livres, des bibliothèques, des textes et de l’art de l’enluminure. Leurs enquêtes philologiques, lexicographiques, historiques, paléographiques et codicologiques ont pour objectifs de dater et localiser les manuscrits, d’identifier et établir les textes qu’ils véhiculent, de préparer l’édition critique des textes et de reconstruire l’histoire de leur production, de leur circulation, de leur audience et de leurs usages de l’Antiquité au début de la Renaissance. Elles donnent lieu à la production de nombreux instruments de travail mis à la disposition de tous les chercheurs.

## Les sections de recherche
Dans le domaine de recherche couvert à l’IRHT, des interlocuteurs peuvent être facilement identifiés et contactés dans les sections et « pôles » qui le composent :
- Section arabe : La section arabe est issue de la section orientale, fondée en 1937 par Georges Vajda. Sa mission principale est l’analyse de documents arabes manuscrits. À l’origine tournée vers l’étude de la transmission du savoir en terres d’Islam, l’onomastique et la papyrologie arabe, la section s’est orientée plus récemment vers une vision historique et juridique du Proche Orient médiéval jusqu’au XVIe siècle.
- Section de codicologie, histoire des bibliothèques et héraldique : Fondée en 1943, la section Codicologie, histoire des bibliothèques et héraldique a pour mission de retracer l’histoire des manuscrits médiévaux et de reconstituer les collections anciennes de livres des origines à la fin de l’Ancien Régime, en vue d’analyser les conditions réelles de la circulation des textes dans toutes les couches de la société.
- Section de diplomatique : La section de diplomatique se destine à l’étude critique et érudite des documents normatifs et des sources de la pratique. Elle existe depuis plus de soixante ans à l’IRHT, où elle a fait évoluer son programme, tout d’abord consacré aux cartulaires, en s’ouvrant à la richesse d’un type de sources qu’il ne faut surtout pas réduire aux chartes médiévales.
- Section grecque et de l’Orient chrétien : La section grecque et de l'Orient chrétien de l’IRHT, fondée en 1942 par Marcel Richard, a pour mission principale l’étude des manuscrits grecs considérés comme objets matériels et supports de textes. Par son caractère généraliste, elle s’intéresse à tous les aspects du livre manuscrit qui relèvent de disciplines aussi variées que la codicologie, la paléographie, la philologie ou l’histoire.
- Section hébraïque : La section hébraïque, d’abord constituée comme section de paléographie hébraïque en 1970 à partir de la section orientale (qui existait depuis 1940), étudie les manuscrits médiévaux en caractères hébraïques : écriture, caractéristiques codicologiques, contenu textuel, iconographie.
- Section de l’humanisme : Couvrant une période de trois siècles, de Pétrarque (1304-1374) à Peiresc (1580-1637), la section de l’Humanisme a pour axe central de recherche l’histoire de la transmission des textes anciens classiques, patristiques et médiévaux lors de leur passage à l’état imprimé dans l’ensemble de l’Europe.
- Section latine : La section latine a pour objet la recherche et l’histoire, à partir des manuscrits, des textes latins antiques, patristiques et médiévaux : l’identification des auteurs et des œuvres, le repérage et le catalogage des témoins manuscrits conservés dans les bibliothèques françaises et étrangères, l’étude de la transmission et de la diffusion des textes.
- Section de lexicographie latine : La section de lexicographie latine, issue du rattachement du Comité Du Cange à l’IRHT en 1998, a pour programme principal la rédaction du Novum Glossarium Mediae Latinitatis (NGML), dictionnaire international de la langue latine médiévale de 800 à 1 200.
- Section des manuscrits enluminés : La section des Manuscrits enluminés est répartie sur les sites d’Orléans (où elle a été fondée en 1977) et de Paris. Ses membres recensent, analysent et cataloguent les manuscrits enluminés, principalement ceux conservés dans les bibliothèques municipales et universitaires françaises.
- Section de paléographie latine : Créée en 1985 en tant que secrétariat du Comité international de paléographie latine [CIPL], la section a longtemps mené le recensement des manuscrits portant une indication de date, de lieu ou de copiste (dits « manuscrits datés ») pour la France. Cette entreprise vise à établir le corpus de témoins fiables, indispensable au progrès des recherches les écritures du Moyen Âge. Elle a évolué vers un programme de collaboration et de formation (IRHT, ENC, EPHE) et porte actuellement sur les fonds de Saint-Omer.
- Section de papyrologie : L’Institut de Papyrologie de la Sorbonne (fondé en 1920 par Pierre Jouguet), équipe d’accueil de l’université de Paris-Sorbonne (EA 2558), constitue depuis mai 1996 la Section de Papyrologie de l’IRHT (CNRS). Ce centre de recherche a pour objet l’édition et l’étude des documents écrits de l’Antiquité, principalement des documents grecs, mais aussi coptes et démotiques.
- Section romane : Fondée le 1er janvier 1941 par Jeanne Vielliard, sous la direction d’Édith Brayer, chartiste et élève de Mario Roques, la section romane se consacre à l’étude de la tradition textuelle des littératures vernaculaires de la France médiévale (oc et oïl), en faisant converger deux approches complémentaires : l’une, philologique, axée sur l’histoire des textes et leur tradition manuscrite ; l’autre, codicologique, centrée sur l’objet manuscrit.
- Pôle des sciences du quadrivium : La fonction du pôle « Sciences du Quadrivium » au sein de l’IRHT est de faire subsister la capacité d’expertise du laboratoire dans des spécialités par ailleurs peu représentées : musicologie et liturgie, astronomie, astrologie et comput, médecine, magie et divination.
- Pôle numérique : Le Pôle numérique, créé en 2012, réunit en une seule entité le personnel compétent dans les technologies complémentaires de la photographie numérique, de l’informatique, de l’édition et de l’infographie. Il se compose de quatre services : « Images », « Publication », « Systèmes, réseaux et archivage », « Développement et interopérabilité ». Il collabore avec les chercheurs en vue de répondre aux besoins résultant de la complexité croissante des projets.

Les enquêtes et travaux menés dans le laboratoire associent les compétences de ses chercheurs et ingénieurs de manière transversale : par exemple autour des manuscrits de la bibliothèque d’agglomération de Saint-Omer, des manuscrits sinistrés de Chartres, des manuscrits français de la [Bibliothèque Vaticane], des fonds de l’ancienne bibliothèque de [Clairvaux] ou du [collège de Sorbonne], etc.
D’importants programmes de recherche sont pilotés à l’IRHT : bibliothèques médiévales de France, manuscrits hébreux de la Bibliothèque nationale de France, droit musulman prémoderne, bibliothèques byzantines, œuvres à succès de la littérature romane médiévale, pratique du commentaire des Sentences de Pierre Lombard dans les universités européennes, Europa humanistica, traductions latines d’œuvres vernaculaires, paléographie numérique, etc. Ils font appel à de nombreux partenariats français et internationaux.
Le laboratoire est aussi l’un des principaux partenaires de l’Équipement d’excellence Biblissima du Campus Condorcet, qui constitue une bibliothèque numérique sur le web destinée à la fois aux chercheurs et à un public plus large et contribue à une meilleure connaissance de la circulation des textes, du devenir des bibliothèques et de la transmission des savoirs en Europe du VIIIe au XVIIIe siècle. L’IRHT est aussi fortement engagé dans le programme européen COST « Medioevo europeo » qui vise à la création d’un centre virtuel de ressources pour les études médiévales.

## Les bases de données et outils
Plusieurs bases de données sont régulièrement alimentées et mises à jour :
- Medium (répertoire des manuscrits reproduits avec liens vers les autres bases)
- Bibale (collections anciennes et transmissions des manuscrits médiévaux)
- Budé (prosopographie des humanistes)
- CALD (Corpus of Arabic Legal Documents)
- E-ktobe (manuscrits syriaques)
- Initiale (catalogue de manuscrits enluminés)
- Jonas (manuscrits et textes en langue d’oc et d’oïl)
- Onomasticon Arabicum (prosopographie de l’islam médiéval)
- Pinakes (manuscrits et textes grecs)

Une partie des reproductions photographiques produites à l’IRHT est consultable dans l’entrepôt numérique de données Bibliothèque virtuelle des manuscrits médiévaux (BVMM).
D’autres outils en ligne concernent le comput (Millesimo et Calendoscope) et la liturgie (Initiation aux manuscrits liturgiques), le vocabulaire technique (Codicologia : vocabulaire multilingue pour la description des manuscrits), les glossaires (Glossaire : latin philosophique médiéval), les manuscrits datés (Index du CMD-France : index du Catalogue des manuscrits en écriture latine portant des indications de lieux, de date ou de copiste, qui embrasse les 9 162 manuscrits du corpus). Telma est une plate-forme numérique pour aider à réaliser des éditions électroniques et les héberger.

## Documentation

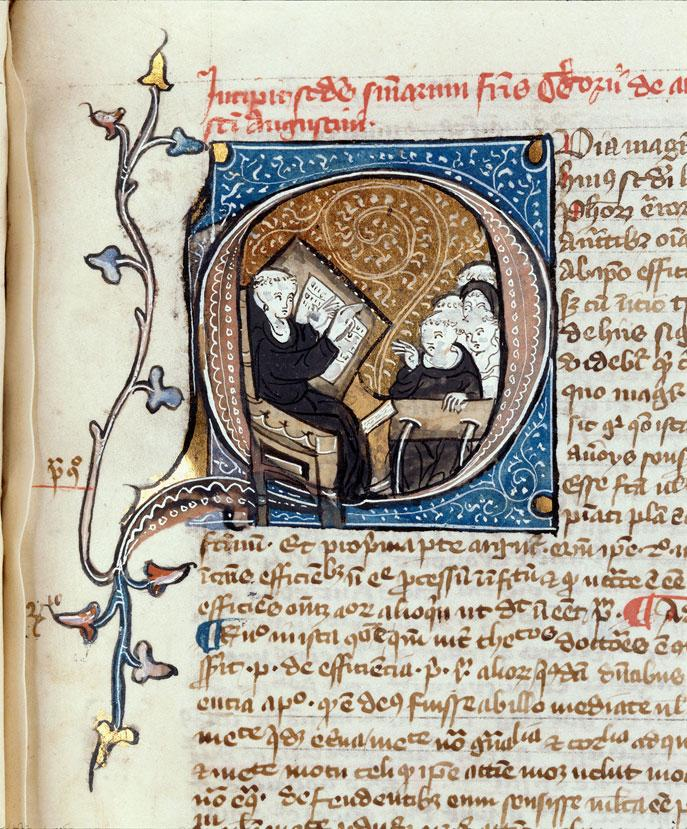
Reproduction numérique du feuillet 124 du manuscrit 151 de la Bibliothèque municipale de Troyes.

La bibliothèque de l’IRHT, ouverte aux chercheurs et aux étudiants, est répartie sur plusieurs sites à Paris et Orléans. Elle compte plus de 110 000 volumes, 370 périodiques vivants, 76 000 microfilms de manuscrits médiévaux et de nombreuses ressources électroniques. Les sections disposent par ailleurs d’une documentation propre qui leur est associée (fichiers, notices de manuscrits, photothèque, etc.).
Le fonds est constitué d’ouvrages sur l’histoire et la littérature médiévale. Il est spécialisé dans les domaines suivants :
- Bibliographie sur le manuscrit médiéval
- Catalogues de manuscrits des bibliothèques françaises et étrangères
- Littérature en langue latine et romane (ancien français et provençal)
- Manuscrits et textes en langues hébraïque, grecque et arabe
- Paléographie, codicologie, matériaux du livre médiéval
- Histoire des bibliothèques et des collections.

## Formation
Chaque année, un stage d’initiation au manuscrit médiéval, aux imprimés anciens et aux disciplines de l’érudition, accueille durant une semaine des étudiants et jeunes chercheurs de tous pays. Le laboratoire contribue aussi à l’organisation d’écoles d’été ou de « Training Schools » liées aux différents programmes auxquels il est associé. Les recherches menées dans les sections ou les travaux personnels des membres de l’IRHT donnent par ailleurs lieu à l’organisation de séminaires et de journées d’étude. Ces rencontres régulières contribuent à faire circuler l’information et à animer le débat scientifique.